# Snetogorskiklooster
Het  Snetogorskiklooster  (Russisch: Снетогорский монастырь) is een Russisch-orthodox vrouwenklooster in de Russische stad Pskov. Het is een van de oudste bewaarde kloosters in Psov waarvan kronieken van Pskov uit de 13e eeuw een eerste maal de aanwezigheid vernoemen. Oorspronkelijk was het een mannenklooster. Het klooster bevindt zich op 3,5 kilometer van het huidige stadscentrum, aan de rechteroever van de Velikajarivier boven op een rotsachtig voorgebergte, de Sniatnajaberg genoemd.
Het klooster is als onderdeel van de kerken van de architectuurschool van Pskov in 2019 tijdens de 43e sessie van de Commissie voor het Werelderfgoed erkend als cultureel werelderfgoed en toegevoegd aan de UNESCO werelderfgoedlijst.

## Geschiedenis
De exacte datum van de oprichting van het klooster is niet bekend. Volgens een van de verhalen zou het kunnen zijn gesticht door monniken die van Oros Athos kwamen. Volgens een ander verhaal dat meer gegrond lijkt, zou het zijn gesticht door de hegoumen Joasaf van Pskov (of Joasaf van Snetogorski).
Volgens de kronieken van Pskov werd op 4 maart 1299 het klooster samen met het Mirojskiklooster in brand gestoken en geplunderd door de troepen van de Lijflandse Orde. Tijdens deze gebeurtenis werd hegoumen Joasaf samen met 17 andere monniken gedood.
In de veertiende en vijftiende eeuw werd het klooster van Snetogorski het belangrijkste spirituele en monastieke centrum van Pskov. De bouw van een stenen kerk vanaf het begin van de 14e eeuw speelde een gunstige rol in de ontwikkeling van het klooster. Het was een eerste soortgelijk gebouw na een lange periode van onderbreking, vanwege de Mongoolse invasies in Rusland. In het Kremlin van Pskov, tussen de rivieren Velikaja en Pskova, bestond sinds het midden van de 14e eeuw de kloosterbinnenplaats, een ruimte met een prinselijk paleis, kerken en de markt. Deze binnenplaats met de markt versterkte de banden tussen het klooster en het dorp Pskov en bevorderde bovendien de relaties met de handelaren in de Baltische staten, het eiland Gotland en de Hanze. Deze handelaren brachten meestal draperieën mee, terwijl ze vertrokken met bont, vlas, hennep en spek. Een hotel voor buitenlandse handelaars bevond zich in de buurt van de markt, maar niet erbinnen, omdat de toegang verboden was voor buitenlanders zodat ze de prijzen niet konden beïnvloeden en transacties domineren. Onderhandelingen vonden plaats op de Velikajabrug waar vele buitenlandse bezoekers elkaar ontmoetten. In 1472 passeerde Sophia Palaiologina langs het klooster terwijl ze op weg op een reis door West-Europa en de Baltische staten. Vanuit Servië en Oros Athos kwamen monniken zoals Eufrosine van Pskov en Savva Kripetsky naar het klooster. Ze waren ook verantwoordelijk voor de bouw van andere kloosters in de buurt van Pskov, zoals het Kripetskojeklooster en het Eleazarklooster.
Verschillende prinsen en bojaren trokken zich terug in het klooster nadat ze hun functies niet meer uitoefenden. In 1420-1421 legde Fiodor Aleksandrovitsj van Rostov hier zijn monniksgeloften af tijdens een pestepidemie voordat hij naar Moskou vertrok waar hij overleed aan de gevolgen van de ziekte. Binnen de kerk van het klooster bevinden zich grafstenen uit de zestiende en de zeventiende eeuw en buiten het gebouw is de begraafplaats van het klooster.
Tijdens de Lijflandse Oorlog werd het klooster geplunderd door de troepen van de Poolse koning Stefanus Báthory. Het beleg van Pskov in 1581-1582 veroorzaakte veel schade aan het klooster door branden die tegelijkertijd de fresco's ernstig beschadigden. De broeders van het klooster moeten zich verschuilen in de kelders. Tijdens de tijd der Troebelen probeerden de Poolse troepen van Aleksander Jozef Lisovski Pskov in te nemen. Uiteindelijk, in 1615, probeerde de Zweedse koning Gustaaf II Adolf gedurende twee maanden Pskov te veroveren, echter zonder succes.
In de zeventiende eeuw begon een nieuwe bloeiperiode voor het klooster. Het speelde een belangrijke rol in de handel wegens de locatie in het centrum van Pskov. Zijn positie werd een van de belangrijkste in Rusland, gezien de geografische ligging van Pskov aan de grens met de Baltische staten. De economie floreerde, het klooster nam deel aan de bevoorrading van het leger en het organiseerde, samen met de boeren van Pskov, de bouw en de reparatie van de gebouwen van de stad.
Aan het begin van de 18e eeuw verslechterde de situatie van het klooster na de Grote Noordse Oorlog tegen Zweden. Bovendien werd in 1710 de site door een brand verwoest waarbij zeer waardevolle archieven met betrekking tot de oprichting van het klooster, verloren gingen. Toen de eigendommen van de orthodoxe kerk in de 18e eeuw onder het bewind van Catharina de Grote werden geseculariseerd, betekende dit het einde van het klooster. In 1804 werd het klooster gesloten en werd er besloten om op deze plaats een herenhuis voor de aartsbisschop te bouwen. Van 1816 tot 1822 woonde de aartsbisschop van Pskov, Eugene in het klooster. Hij was niet alleen een actieve religieuze man maar ook een opmerkelijk historicus. Hij bestudeerde in het bijzonder de geschiedenis van Pskov uit de archieven van de orthodoxe kerk. In 1825 kwam de dichter Aleksandr Poesjkin op bezoek naar het klooster vanuit zijn familielandgoed in de buurt van Pskov.
Na de Oktoberrevolutie, tegen 1920, begon de staat van de gebouwen te verslechteren, ondanks het feit dat ze op de lijst van beschermd erfgoed kwamen. Onder andere het huis van de aartsbisschop en de Geboortekerk van de Moeder Gods verloren hun dak, koepel en ramen. In 1934 werd de 86 meter hoge klokkentoren van de Hemelvaartskerk gedeeltelijk verwoest.
Tijdens de Grote Vaderlandse Oorlog gebruikten de Duitse legertroepen het grondgebied als hoofdkwartier  Führerhauptquartier Wasserburg. In de Sint-Nicolaaskerk werd een vergaderzaal geïnstalleerd, in de Geboortekerk een wijnkelder en in de ruïnes van de Hemelvaartskerk een garage. Na de oorlog werd het klooster gebruikt als rusthuis en kindervakantieverblijf. De Geboortekerk kwam in handen van de Staatsdienst voor bescherming van historische en culturele monumenten. Tegen het einde van de jaren 1940 en begin jaren 1950 werd begonnen met de restauratie van de kerk.
In 1993 werd het klooster eigendom van het bisdom van Pskov en opnieuw geopend als vrouwenklooster. Op 26 juli 2012 werd de Geboortekerk van de Moeder Gods voor een periode van vijftig jaar gratis ter beschikking gesteld aan de nonnen die zich in het klooster vestigden.

## Beschrijving
Op een grondgebied met een omtrek van 420 meter bevinden zich de Geboortekerk van de Moeder Gods (1310-1311), de Sint-Nicolaaskerk met de refter (1519), het huis van de aartsbisschop (1805), de ruïne van de Hemelvaartskerk (1526-19e eeuw) en het klooster met de toegangspoorten uit de 17e-18e eeuw.
Het belangrijkste gebouw is de Geboortekerk van de Moeder Gods die in 1311 gebouwd werd naar voorbeeld van de Transfiguratiekerk van het Mirojskiklooster. In 1313 werd de kerk beschilderd met fresco’s, een mooi voorbeeld van de artistieke school van Pskov en de enige uit die tijd (het begin van de 14e eeuw) die bewaard gebleven zijn.

## Fotogalerij

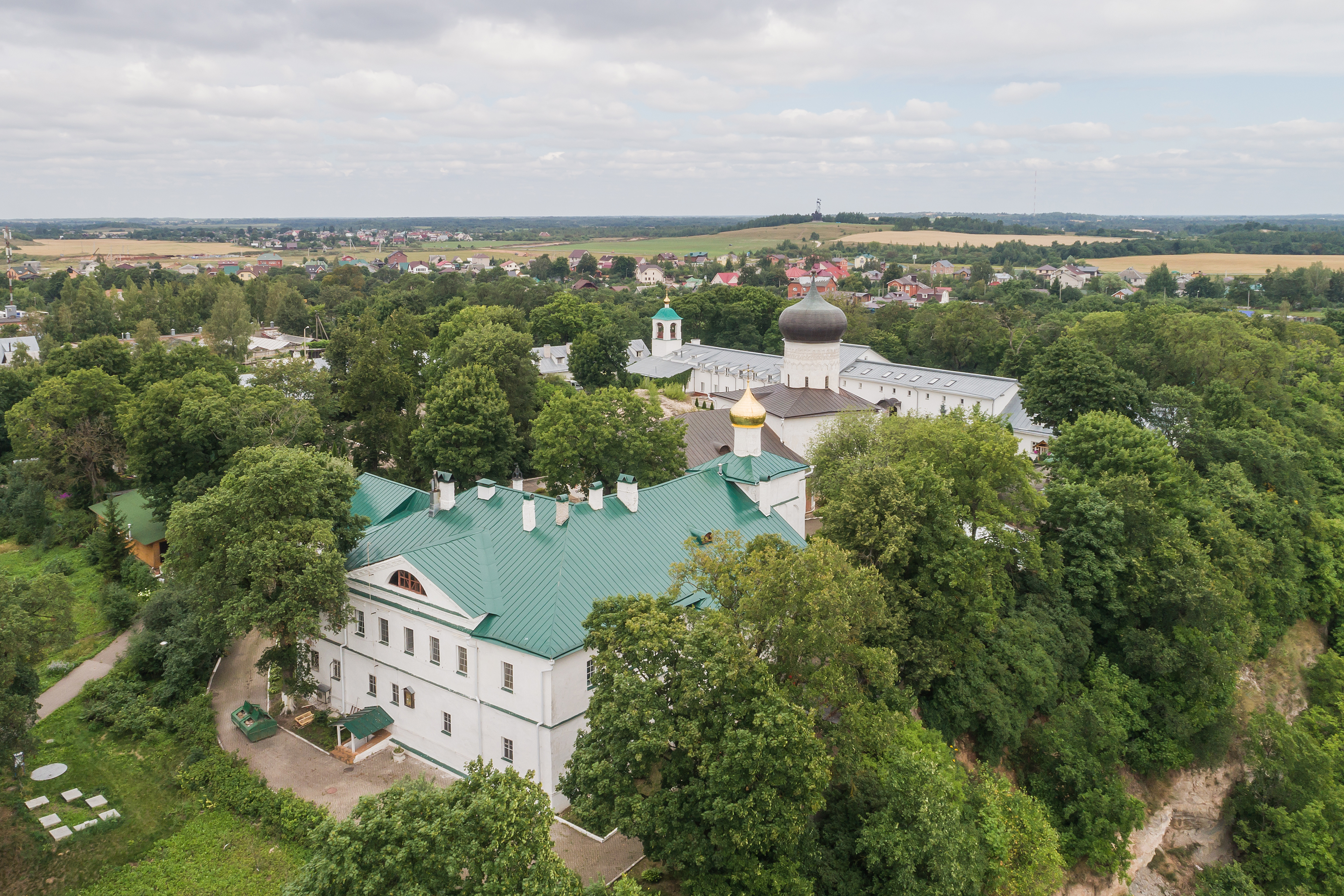
Overzicht van het complex
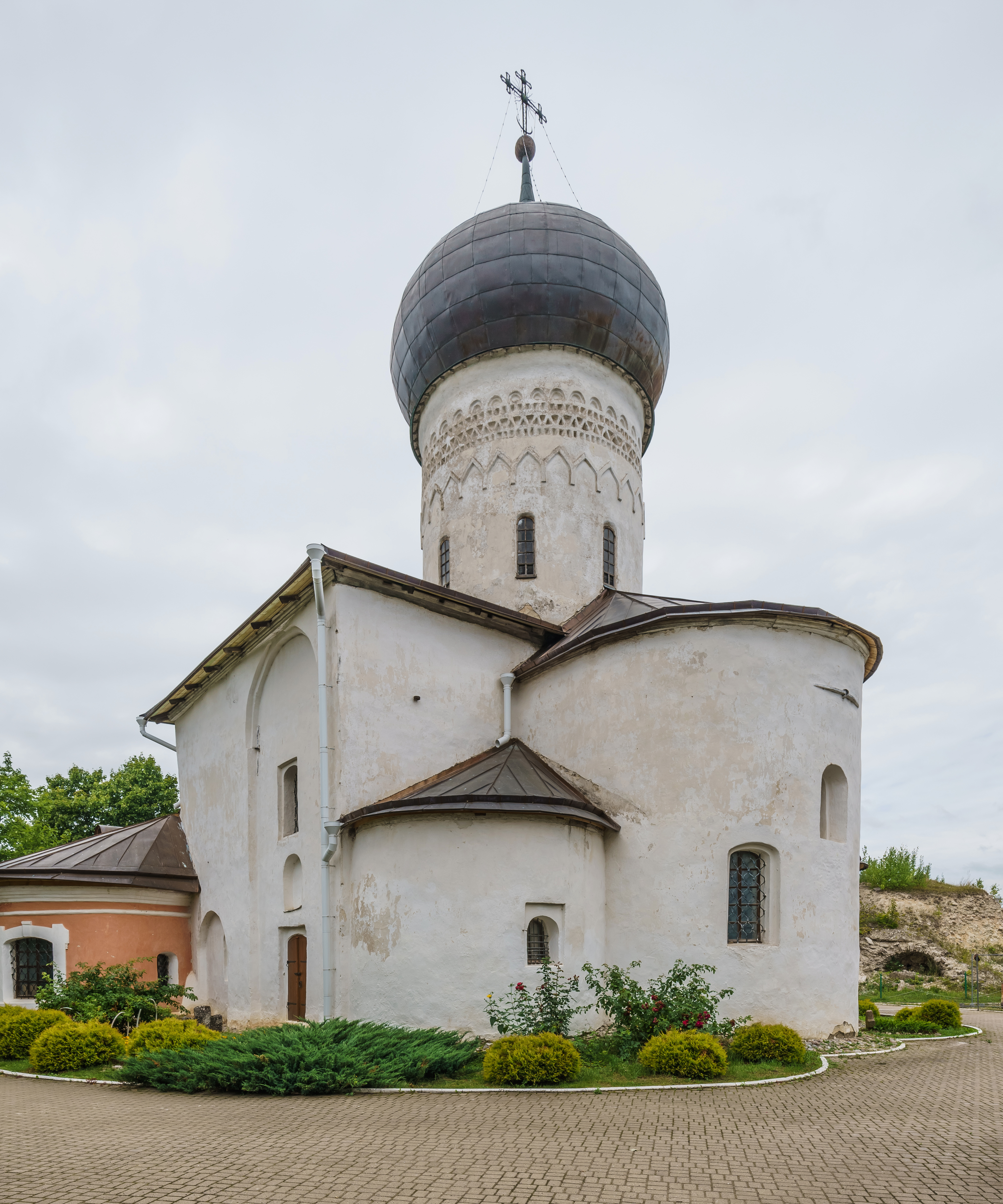
Geboortekerk van de Moeder Gods
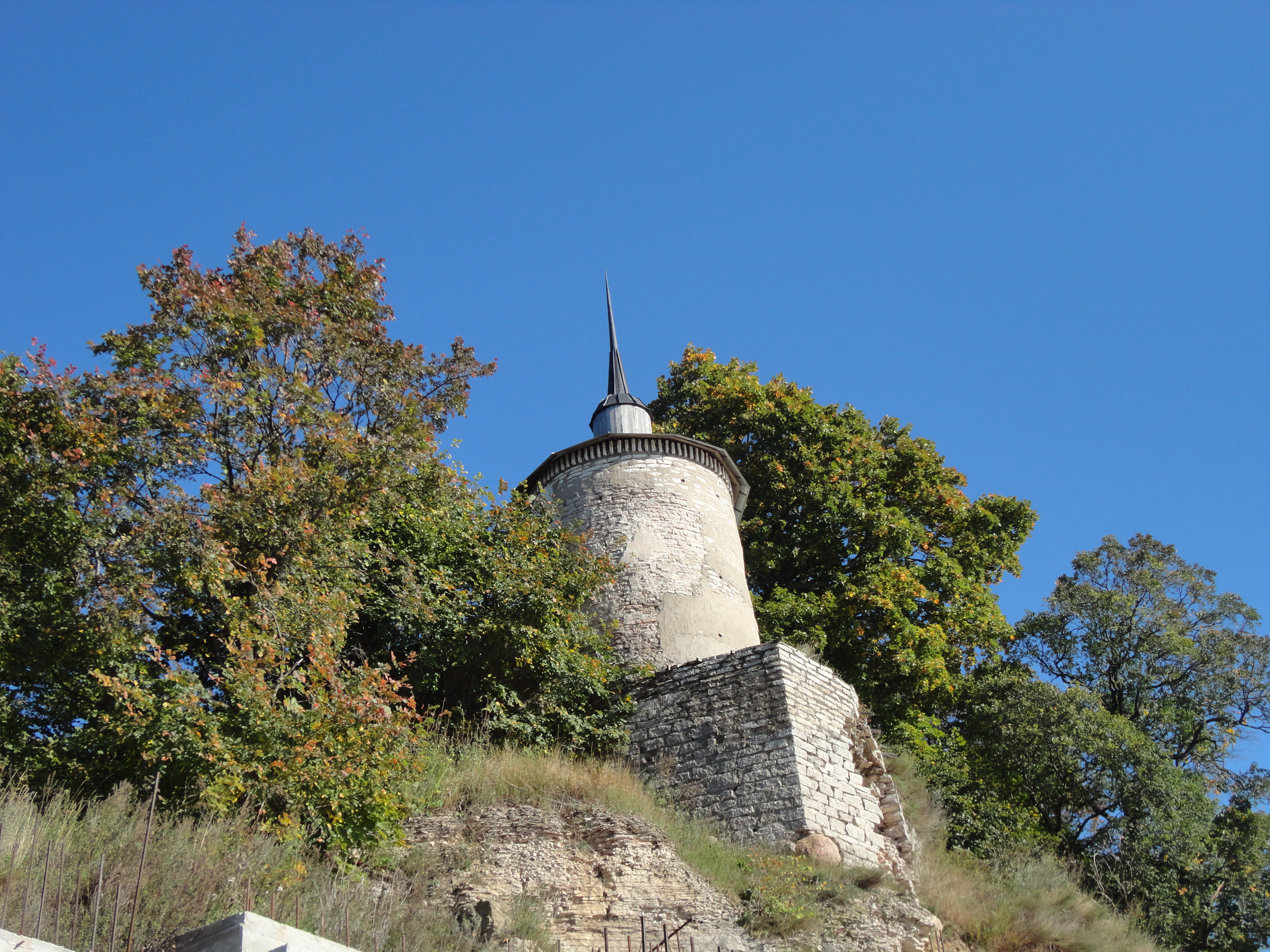
Wachttoren
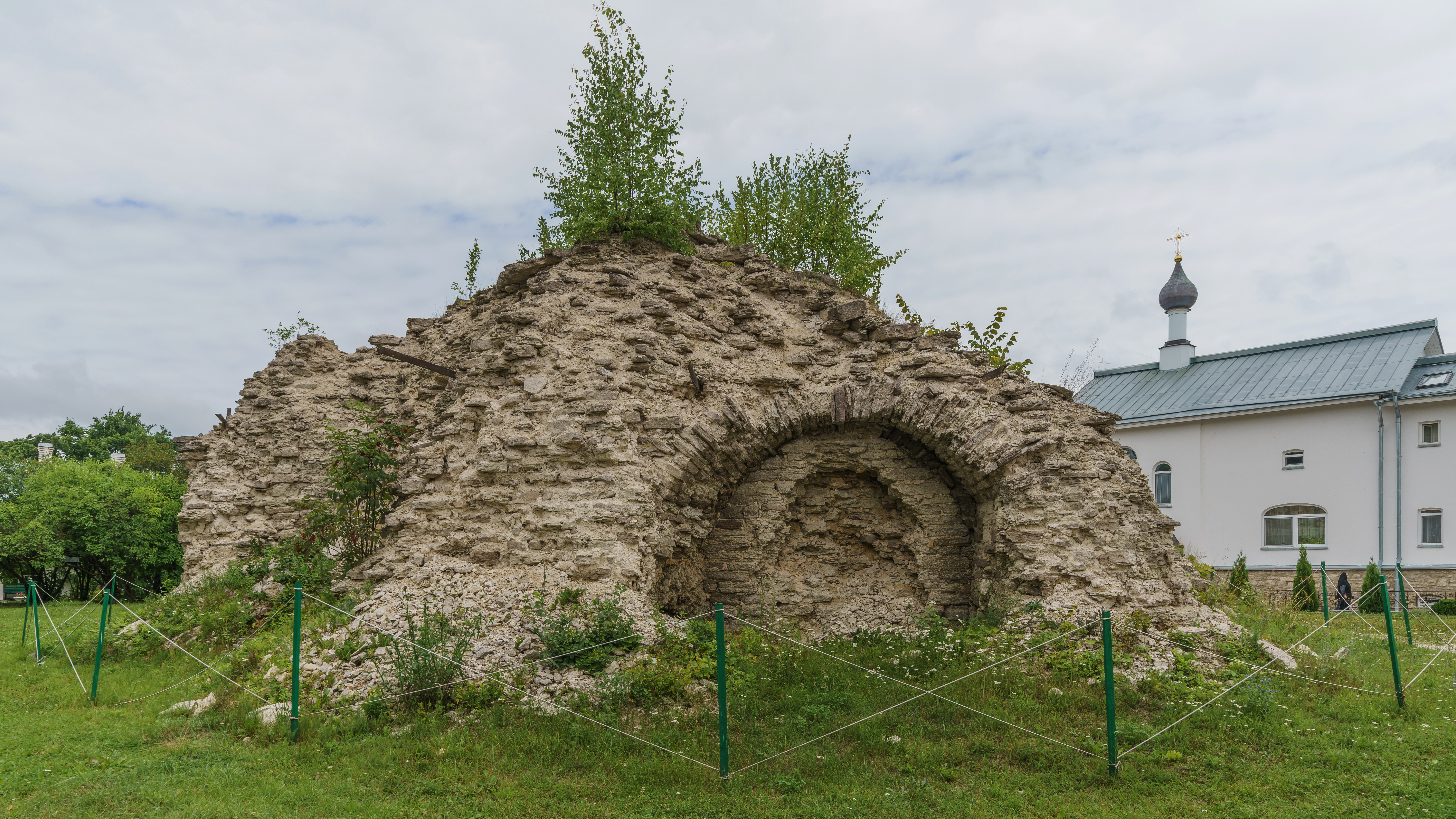
Ruïne van de Hemelvaartskerk
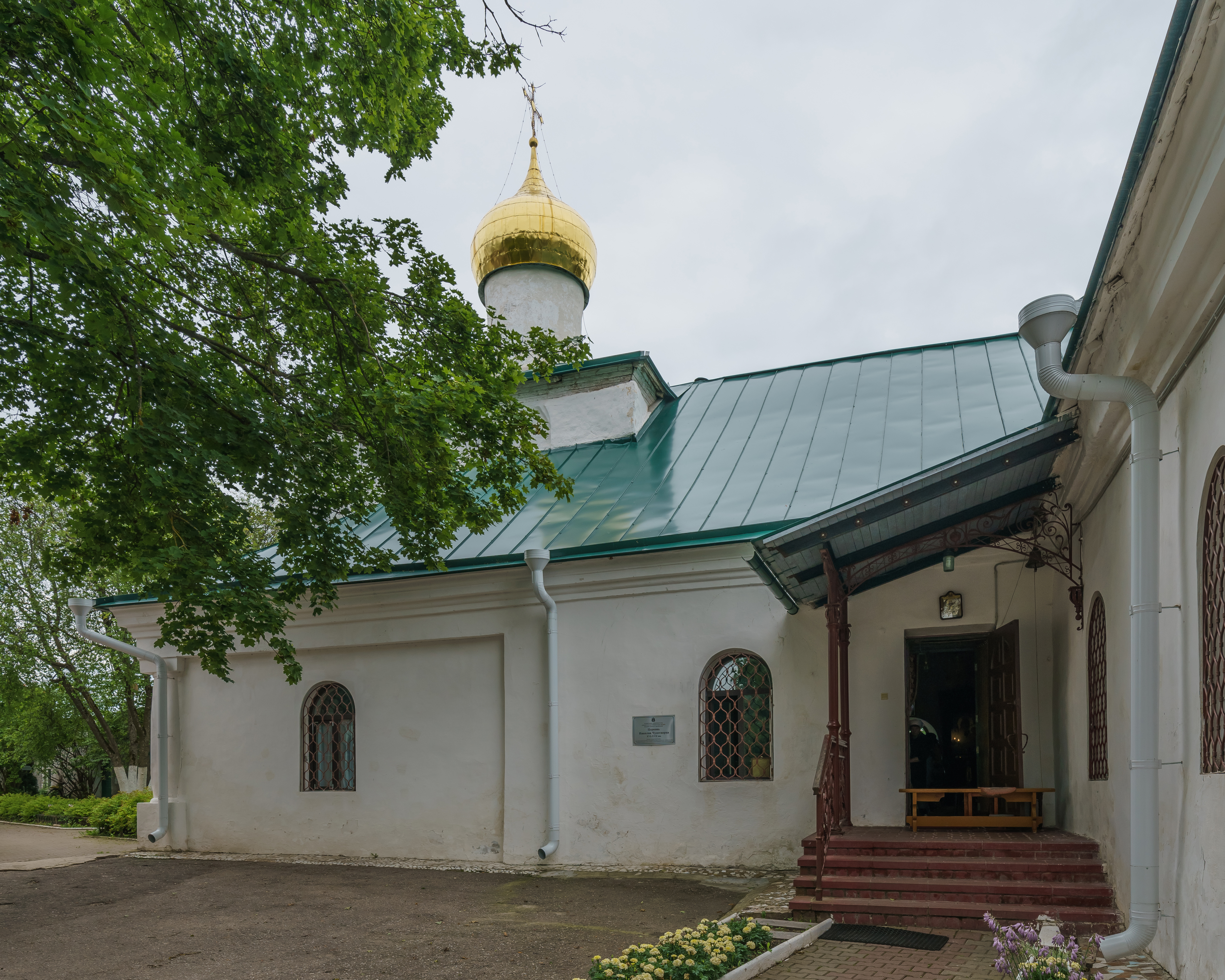
Sint-Nicolaaskerk met de refter
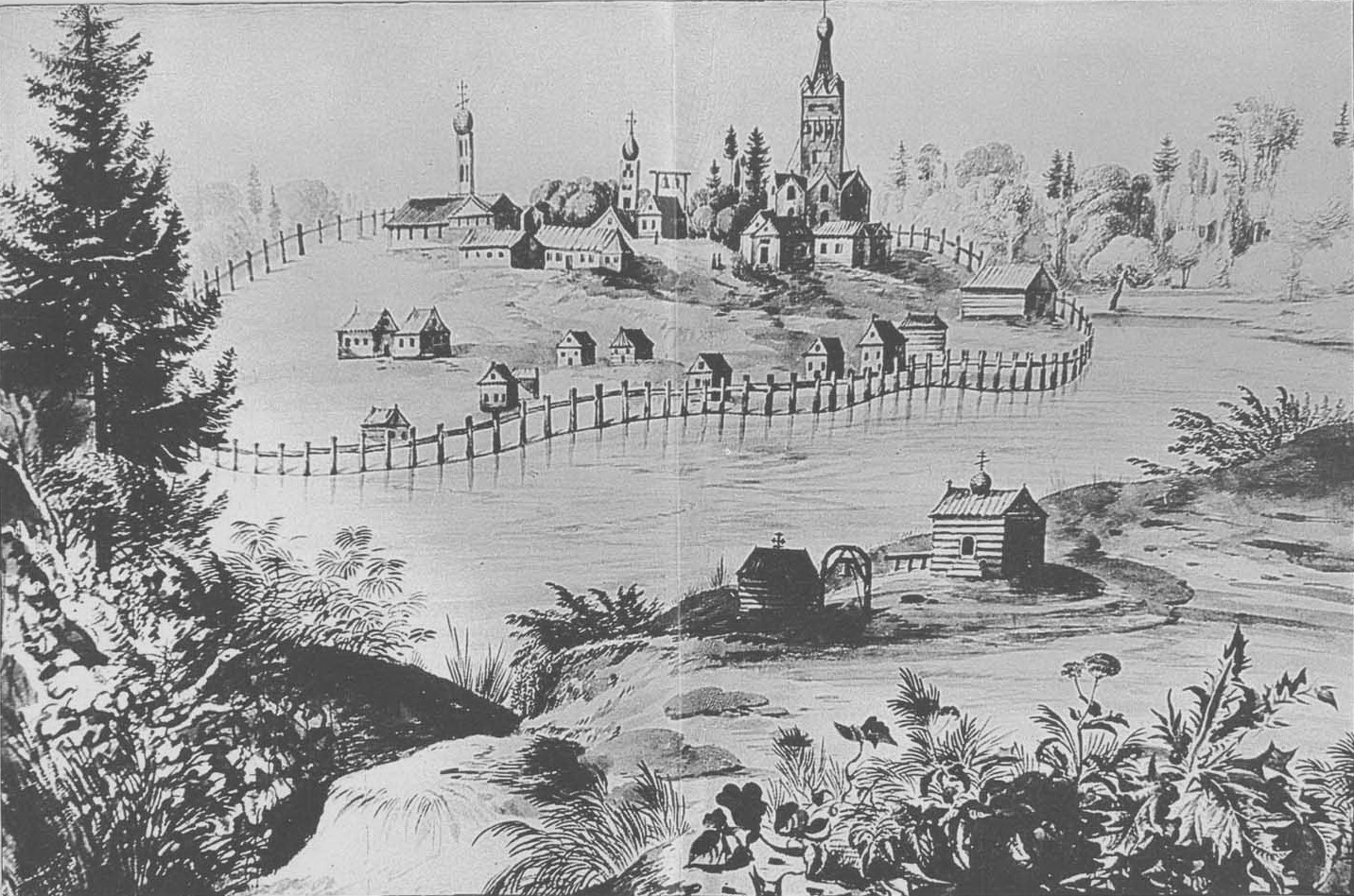
Het klooster en zijn omgeving ca.1665 (Nicolaes Witsen)